# Äquator (Comic)
Äquator (Equator) ist eine zwischen 1992 und 1994 erschienene frankobelgische Comicserie.

## Handlung
Stany Gouverneur, der sein früheres Leben als Romanschriftsteller hinter sich gelassen hat, schlägt sich mehr schlecht als recht im zentralafrikanischen Niemandsland durchs Leben, wo er den Einheimischen nur unter dem Namen Dereck bekannt ist. Um seine Spielschulden zu bezahlen, stellt er gezwungenermaßen sich und sein heruntergekommenes Boot für andere zur Verfügung. Seine zweifelhaften Auftraggeber sind dabei nicht weniger gefährlich als die Aufträge selbst.  

## Hintergrund
Dany schrieb und zeichnete die Abenteuerreihe. Die Idee für die zweite Geschichte stammte von Stephen Desberg. Ein dritter Band mit dem Titel Intikam wurde nur angekündigt. Alpen Publishers begann 1993 die Albenausgabe, die Le Lombard 1994 abschloss. Im deutschen Sprachraum gab Arboris beide Alben heraus.

## Geschichten
- Caro (Caro, 1992, 47 Seiten)
- Die drei Erben (Katale, 1994, 46 Seiten)